# Vladimir Tabourine
Vladimir Amossovitch Tabourine (en russe : Влади́мир Амо́сович Табу́рин ; né en 1864 à Saint-Pétersbourg et mort en 1919) est un illustrateur, journaliste et photoreporter russe, qui a également connu une période de grande renommée en Russie avant la révolution d'Octobre pour ses cartes postales et ses affiches.

## Biographie
Tabourine naît dans une famille de fonctionnaires pétersbourgeois: son grand-père Fiodor Trophimovitch Tabourine (né en 1777), après une carrière de navigateur en 1809-1817, enseigne à l'École de navigation de la Baltique dépendant du ministère de la Marine. Son père, Amos Fiodorovitch Tabourine (1808-1873), accède dans la table des rangs au rang d'assesseur de collège et poursuit une carrière administrative dans le domaine de la trésorerie. Vladimir Tabourine a deux frères: Gueorgui (né en 1865), formé à l'École d'infanterie Paul, et Constantin (né le 1er juin 1866), futurs officiers et combattants de la guerre russo-japonaise. Ils deviennent tous les trois orphelins de père très tôt et Vladimir Tabourine, le cadet, ne l'a presque pas connu.
La signature de Tabourine commence à paraître dans des illustrations de journaux à grand tirage, comme Niva, Le Nord (Sever), ou l'hebdomadaire la Revue pittoresque, etc., dès les années 1895-1896. Dans ce dernier titre de presse, Tabourine dessine les événements de la vie de la famille impériale et le couronnement de Nicolas II et de son épouse en 1896, tandis que dans Niva, il illustre surtout les textes littéraires de grands auteurs, comme  Pouchkine, Tourgueniev, Gontcharov, Leskov, Tchekhov, Boborykine, Nemirovitch-Dantchenko, Scheller-Mikhaïlov, etc. Il est salarié du journal Niva, aussi est-il soumis à une grande pression de travail qui concerne également l'illustration des suppléments littéraires et artistiques.

### Guerre russo-japonaise

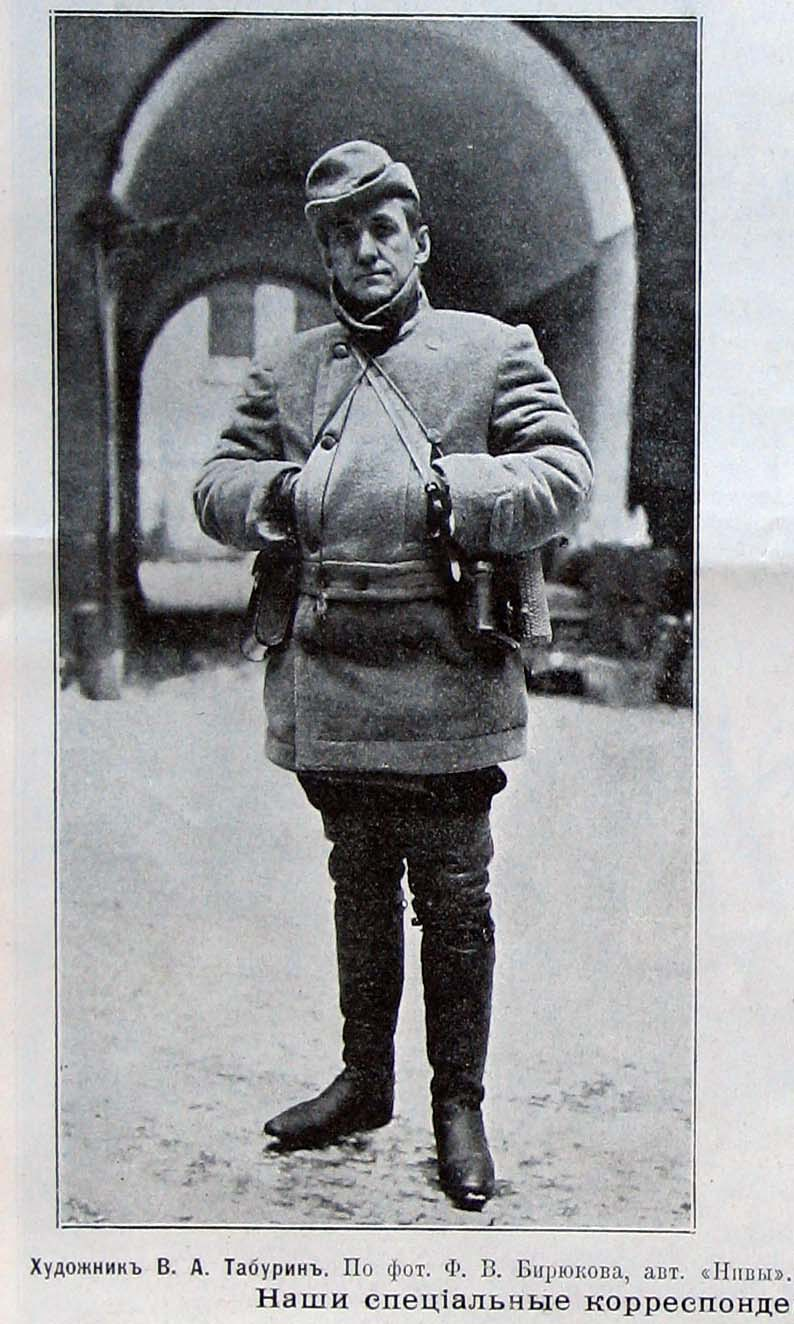
Tabourine en 1904, correspondant et envoyé spécial pendant la guerre russo-japonaise.

Tabourine est envoyé par le journal Niva comme photoreporter et correspondant de guerre sur le front d'Extrême-Orient, où son frère Guéorgui se trouve déjà en qualité de capitaine au 35e régiment de tirailleurs de Sibérie-Orientale. Il côtoie d'autres photographes fameux comme Victor Bulla (fils de Karl Bulla) ou Piotr Otsoup, et parcourt le théâtre d'opérations jusqu'en Mandchourie. Son emploi est très varié: il écrit aussi bien des reportages au ton presque littéraire, qu'il ne dessine des croquis ou des scènes de bataille ou bien n'envoie à la rédaction de Saint-Pétersbourg des photographies de la Chine du nord qui sont considérées comme extrêmement exotiques par le public russe de cette époque. À partir de l'été 1904, il publie dans presque tous les numéros de l'hebdomadaire à grand tirage des reportages et des comptes rendus des événements de la guerre, accompagnés de dessins et de clichés photographiques.

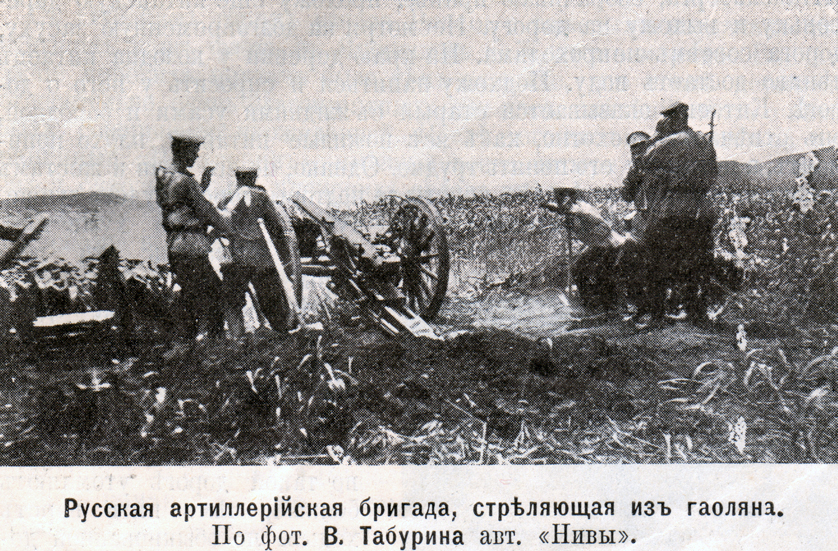
Une brigade russe tirant pendant la bataille de Gaolian (Niva no 34, photographie de Tabourine)
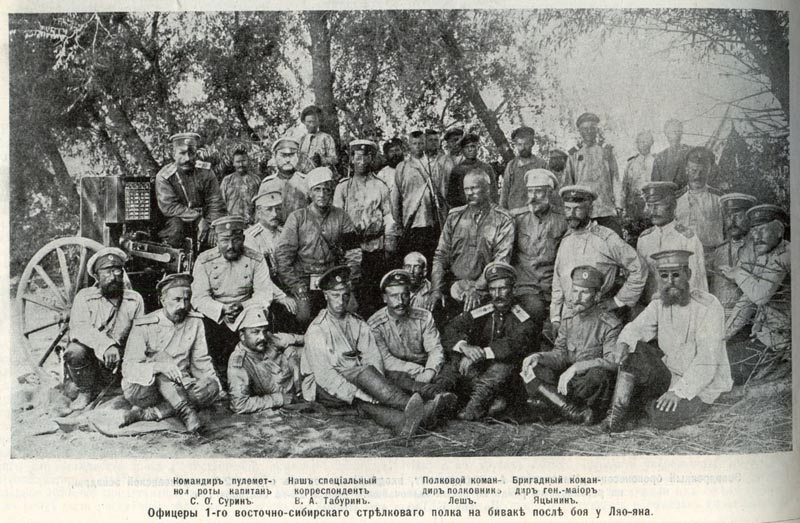
Tabourine[4] assis au milieu des officiers du 1er régiment de tirailleurs de Sibérie-Orientale, après la victoire de Liaoyang (Niva no 41)

Après la bataille de Moukden, à la fin de l'hiver 1905, la situation empire pour l'armée russe. Tabourine décrit en détail le cours des événements. Ses articles concernant les combats de Moukden sont publiés du numéro 14 au numéro 23.
Après la guerre, il ne reste pas inactif et retourne à son emploi premier, celui d'illustrateur d'œuvres littéraires au journal Niva; cependant le fait d'avoir été envoyé spécial sur un théâtre de guerre lui permet d'analyser la situation et de tenter une explication sur la défaite russe qui constitua un choc pour les puissances continentales européennes, dont la France (à l'inverse de l'Angleterre et des États-Unis, plutôt favorables au Japon). Il écrit pour Niva un récit, Vanka-Caïn, qui détaille les faits de la guerre et prend du recul. Marqué par cette expérience, Tabourine approfondit son art.

### Illustrations des œuvres de Pouchkine

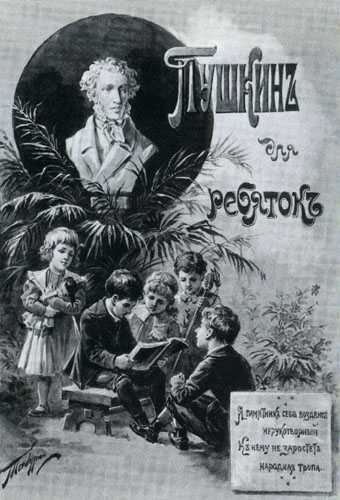
«Pouchkine pour les petits enfants», 1899

Son nom étant devenu connu dans tout l'Empire, Tabourine ne réduit pourtant pas son activité au journal Niva, comme il aurait pu le faire en acceptant plus amplement les travaux d'autres commanditaires; mais il continue parallèlement à illustrer des livres pour la jeunesse, comme Pouchkine pour les petits enfants de Salnikov qui est réédité en 1908, ou bien des récits d'Alexandre Krouglov (Les Grandes intelligences de notre époque) et de Lidia Tcharskaïa, ainsi que des journaux pour la jeunesse et des revues enfantines. C'est l'un des premiers à représenter avec exactitude l'endroit où eut lieu le duel fatal entre Pouchkine et d'Anthès. Un buste du poète y fut érigé plus tard.

### Illustrations de Gogol

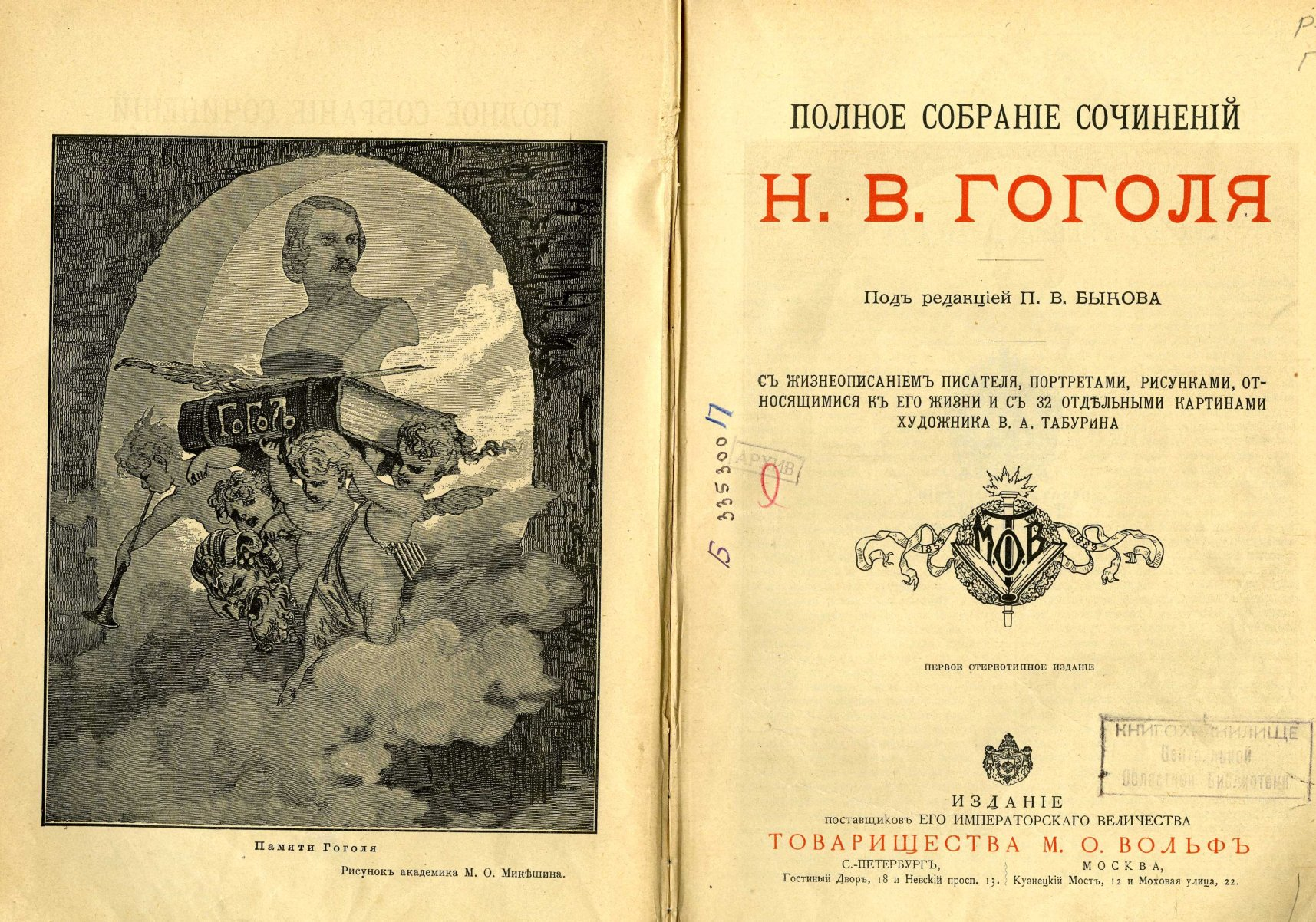
Œuvres complètes de Gogol, Saint-Pétersbourg 1908, éditions M. O. Wolf, avec trente-deux illustrations de Tabourine

Tabourine connaît ensuite l'événement le plus important de sa carrière d'illustrateur de livres, en recevant la commande d'illustrer les œuvres complètes de Gogol (dont Les Âmes mortes) parues à partir de 1908 chez Wolf, dans la série « Les Grands classiques russes » et publiées dans une édition fort soignée en grand format avec tranche dorée, chaque volume possédant son coffret en carton. Ils sont illuistrés de trente-deux illustrations, dont six pour Les Âmes mortes. 
Chaque illustration, dans un style joliment réaliste, est accompagnée d'une citation laconique du texte de Gogol et publiée en demi-teintes en noir et blanc, selon la technique de l'autotype. Un album dans une édition plus simple avec des illustrations des œuvres de Gogol par Tabourine est également proposé aux lecteurs et abonnés de l'hebdomadaire pour la jeunesse Le Mot aimable (Zadouchevnoïe slovo), en supplément, toujours édité par Wolf.

### Tabourine prosateur
Après la Guerre russo-japonaise, et les troubles révolutionnaires de 1905, Tabourine se rapproche du journal des socialistes populaires (NS), La Richesse russe (Rousskoïe bogatstvo), dirigé par Korolenko, et ses textes y sont publiés presque en totalité, comme le récit Le Train rapide («Скорый поезд», 1909), La Politique («Политика», 1909), Une âme en vie («Жива душа», 1910), Chez une vieille idole («У старой кумирни», 1911), Le Vendredi de Praxovie («Прасковья-пятница», 1912). L'on sait par le Journal intime de Constantin Piatnitsky que lorsque Chaliapine a été invité chez Gorki à Capri, le 18 septembre 1911, Gorki a fait à haute voix la lecture du récit de Tabourine Une âme en vie.
Cette publication a valu la fermeture du journal par la censure, au onzième numéro. Tabourine attend le déroulement de la guerre pour faire paraître un autre récit, Celle qui attend (1915), cette fois-ci dans Niva avec qui il resserre les liens.

### Illustrateur de cartes postales

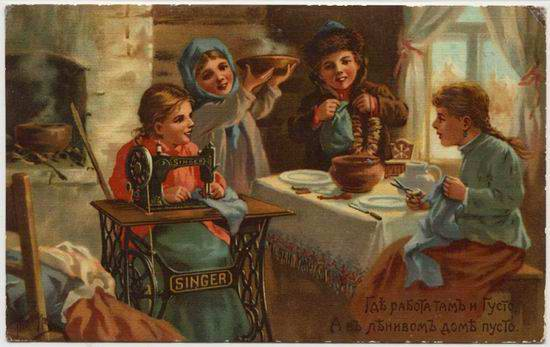
Publicité pour la compagnie Singer en cartes postales

Malgré tout cela, la vocation première de Tabourine n'est pas l'écrit, mais l'illustration de cartes postales. À cette époque, la favorite du grand public est l'illustratrice Elisabeth Boehm dont les sujets de prédilection sont des scènes enfantines, légèrement maniérées, mais lançant un nouveau style russe. Ce ne sont pas moins de 350 sujets environ qu'elle dessine à partir de 1898. Ses dessins représentent des petites filles et des petits garçons costumés de différentes sortes avec toujours un dicton, un proverbe ou une comptine russe. Les cartes sont imprimées par phototype et les cartes en couleurs par autotype, lithographie ou chromolithographie. Les cartes d'Elisabeth Boehm sont non seulement fort appréciées en Russie, mais aussi à l'étranger. Un autre illustrateur important, après Elisabeth Boehm, qui rencontre la faveur du public, c'est Nikolaï Karazine, qui illustre ses propres récits, dont certains sont destinés à la jeunesse. Il est fort connu en France et en Allemagne (notamment avec son livre De la Volga au Nil: vol d'un échassier). Il est aussi l'auteur de cartes postales mettant en scène des enfants. D'autres rivaux sont à citer comme Sergueï Solomko et les illustrateurs du Monde de l'art.
Tabourine sort les premières cartes postales faisant la promotion des machines à coudre Singer en 1905 avec une série intitulée Les dictons russes en personnages (« S'il l'on court après deux lièvres, on en attrape aucun », «За двумя зайцами погонишься — ни одного не поймаешь»; « Martin est bien bon quand il a trois kopecks, mais Romain est bien mauvais quand il a les poches vides », «Хорош Мартын, когда есть алтын. Худ Роман, когда пуст карман», etc.)

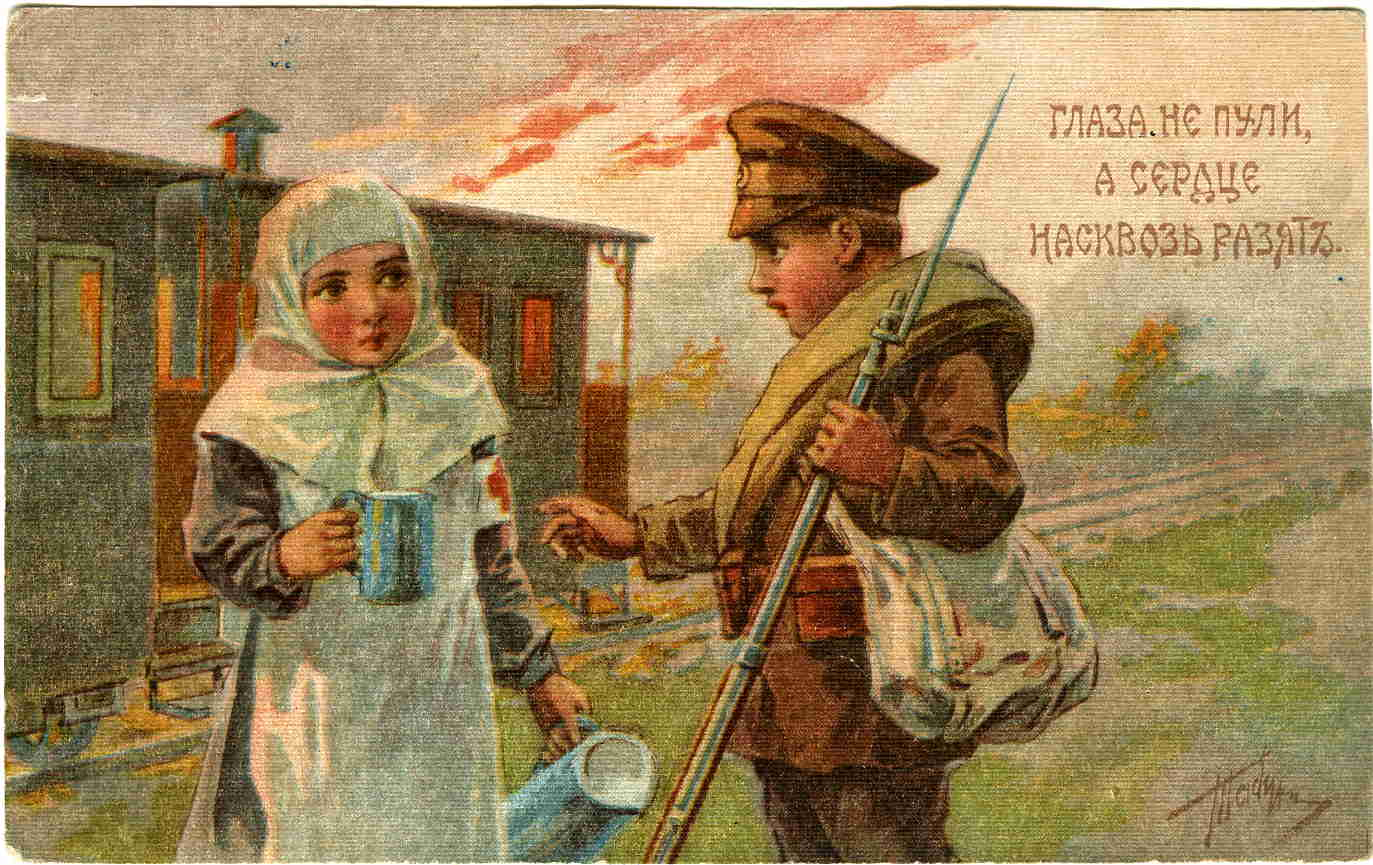
Un sujet qui touche le public, ce sont quelques mots illustrés, issus de la correspondance des soldats

La mode est au style loubok, style russe illustrant souvent des scènes campagnardes bien souvent avec ironie; c'est ce public populaire qui accède alors à une condition matérielle meilleure (dans les années 1900-1910) que vise la compagnie Singer pour ses machines à coudre, mais aussi les citadins « attendris » par la gaieté, l'authenticité et la simplicité d'une vie paysanne dépeinte comme plaisante et pleine d'esprit. Ainsi la carte postale intitulée «Где работа там и густо, а в ленивом доме пусто» (là où l'on travaille bien, la maison du paresseux est vide) représente une maison de village avec une famille nombreuse et laborieuse près d'une machine à coudre Singer. Elle convient non seulement au caractère paysan, mais aussi aux vertus bourgeoises: l'amour du travail bien fait, le zèle et l'esprit de famille qui mènent au bien-être naturel et qui est symbolisé ici par la machine Singer.
Les personnages sont de jeunes enfants stylisés aux joues bien rondes et roses qui rappellent des poupées joliment potelées. Ce style n'est pas une idée de Tabourine, mais le fruit d'une époque - pas seulement en Russie - qui appréciait de telles mises en scène enfantines, lointain écho des putti et autres angelots.

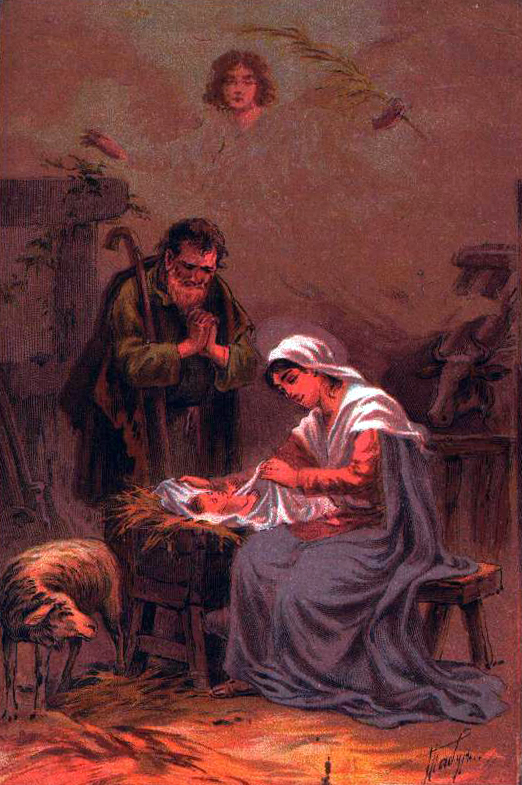
La Nativité du Christ, carte postale de Tabourine

Parfois le style loubok frôle la caricature. Sa série sur les forces politiques en 1917 intervient dans un pays déchiré par les contradictions douloureuses au fur et à mesure de la conduite de la guerre, puis de la révolution. Les dix cartes postales figurent des personnages enfantins dépeints avec un petit nez retroussé, une expression espiègle et de grands yeux ronds; l'un d'eux se promène avec ses lunettes, un journal déployé (le modéré), ou un autre est en chemise paysanne avec des souliers d'écorce de bouleau (le travailliste), et un autre personnage serre sa serviette de cuir sur le ventre (le KD) ou bien un autre pointe un revolver (le socialiste révolutionnaire): en un mot tous - sous des traits enfantins - sont le jouet de la grande politique. Ces dessins de l'année 1917 sont presque des charges, comme ce garçon bolchévique à l'expression hautaine et méprisante devant un tout petit garçon menchévik; ces dessins expriment peut-être l'indifférence de l'artiste vis-à-vis des jeux politiques dangereux de ses contemporains. 
Les cartes postales de Tabourine sont publiées à grands tirages et sont rééditées de nombreuses fois. Mais l'auteur ne peut pas éviter des reproductions en noir et blanc moins heureuses de ses propres aquarelles d'origine.
Certaines cartes postales de Tabourine de la série Singer ont continué à être éditées jusqu'à la Seconde Guerre mondiale à l'époque soviétique dans des reproductions en noir et blanc de moindre qualité.

### Affichiste

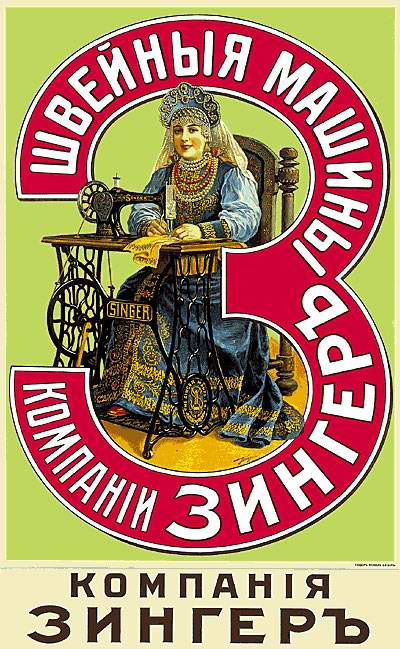
Affiche de Tabourine pour la compagnie Singer, Saint-Pétersbourg, T. Kibbel, années 1900, chromolithographie; 111х69

Comme la plupart des artistes graphistes d'alors, Tabourine dessine nombre de menus, d'affiches et de réclames, etc. La réclame en est alors à ses premiers pas en Russie. Les artistes les plus connus dans ce genre sont Sergueï Solomko, Nikolaï Orlov, M. Medvedev et d'autres.
Au début des années 1900, Tabourine commence sa collaboration avec la compagnie Singer qui s'ouvre au marché russe et construit une grande usine de machines à coudre à Podolsk. L'artiste crée des affiches dans le style russe: par exemple une princesse de byline travaille avec assurance à sa machine à coudre Singer, exemple de modernité. Cette surperposition de modernité et de tradition donne un effet de surprise et d'inattendu.
L'esquisse de Tabourine est approuvée par le département de l'industrie et du commerce du ministère des Finances, comme marque officielle de la compagnie Singer en Russie. L'emblème de la compagnie est accueilli dans les pages du journal Niva et d'autres illustrés à grande diffusion et de journaux. Les affiches publicitaires de Tabourine décorent les murs de toutes les grandes villes de l'Empire. C'est ainsi qu'une compagnie américaine d'importance dans toute l'Europe s'installe, un peu grâce à lui, dans tout le pays et fait partie du paysage du début du XXe siècle. 
Outre sa collaboration avec Singer, pour laquelle il dessine aussi dix-huit cartes postales, Tabourine crée en 1900 les affiches de la fabrique de tabac V. A. Chapochnikov & cie, des affiches de locomobiles fabriqués par la firme Lantz à Armavir, et pour l'exposition de 1910 de l'imprimerie, etc.; elles font preuve d'une grande maîtrise artistique et technique.

## Critique de la production artistique de Tabourine

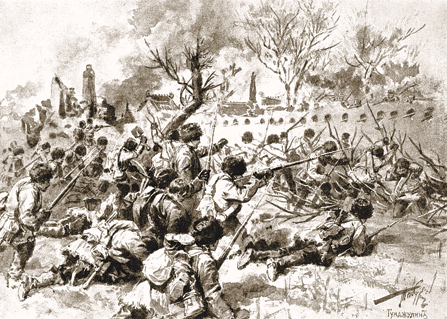
Épisode de la bataille de Moukden, près de la tour de Haoukh.

La compréhension de la production artistique de Tabourine doit se faire dans un contexte de différentes écoles et tendances artistiques de l'époque, souvent opposées. Les critiques vont de l'ironie à la désapprobation. Les reproches concernent surtout ses dessins du journal Niva, considérés comme dénotant un certain archaïsme et d'esprit proprement «commercial». Dans la bouche de ces critiques, souvent de gauche, les artistes tels que Tabourine symbolisent une Russie ancienne appelée à disparaître. Ils appellent à un regard neuf et à de nouvelles possibilités de l'art graphique et à inventer de nouvelles tendances, loin d'Elisabeth Boehm, ou de Karazine. Maxime Gorki, qui admirait pourtant la prose de Tabourine, est très critique envers sa production artistique, surtout en ce qui concerne les illustrations de livres pour la jeunesse. 
La littérature enfantine de la fin de l'époque impériale en Russie est très critiquée par les partis de gauche, car elle renforce selon eux les valeurs bourgeoises et un certain « sentimentalisme » moralisateur.

## Œuvres en prose de Tabourine

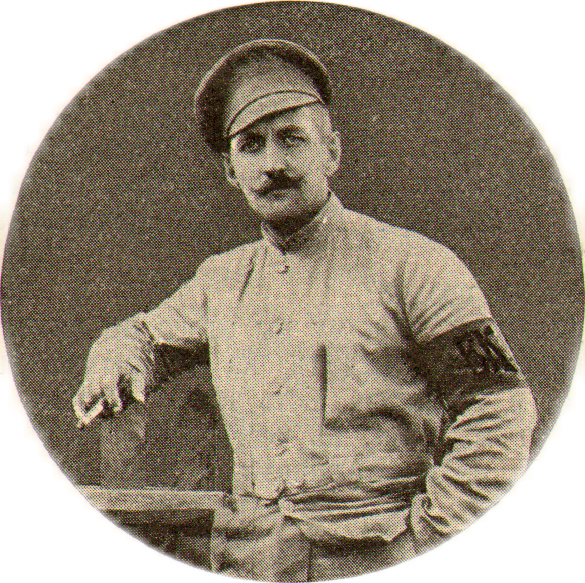
Tabourine, correspondant de guerre

- На войне [À la guerre]. De notre correspondant spécial, in Niva, 1904, n° 34, n° 41.
- Мукденский бой [La Bataille de Moukden]. De notre correspondant spécial, in Niva, 1905, n°4 à 23.
- «Ванька-Каин» [Vanka-Caïn], essai, in Niva, 1906, n° 3.
- Скорый поезд [Le Train rapide], in La Richesse russe,  février 1909.
- Политика [La Politique], récit, in La Richesse russe, mai 1909.
- Une âme en vie, in La Richesse russe, octobre-novembre, 1910.
- У старой кумирни [Chez une vieille idole], in La Richesse russe, avril 1911.
- Прасковья-пятница [Le Vendredi de Praxovie], in La Richesse russe, août 1912.
- Та, которая ждёт [Celle qui attend], récit, in Niva, 1915, n° 19.

## Quelques illustrations

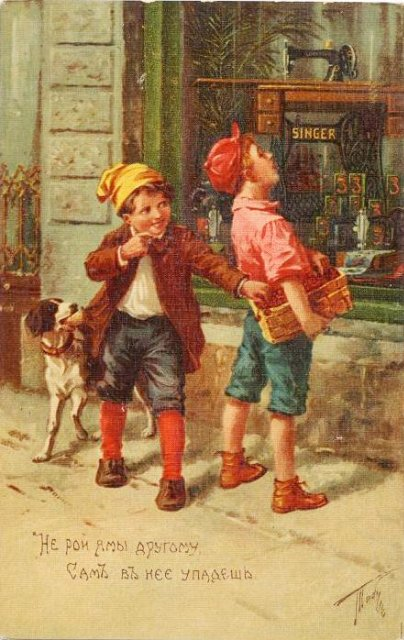
Carte postale publicitaire de la série Singer
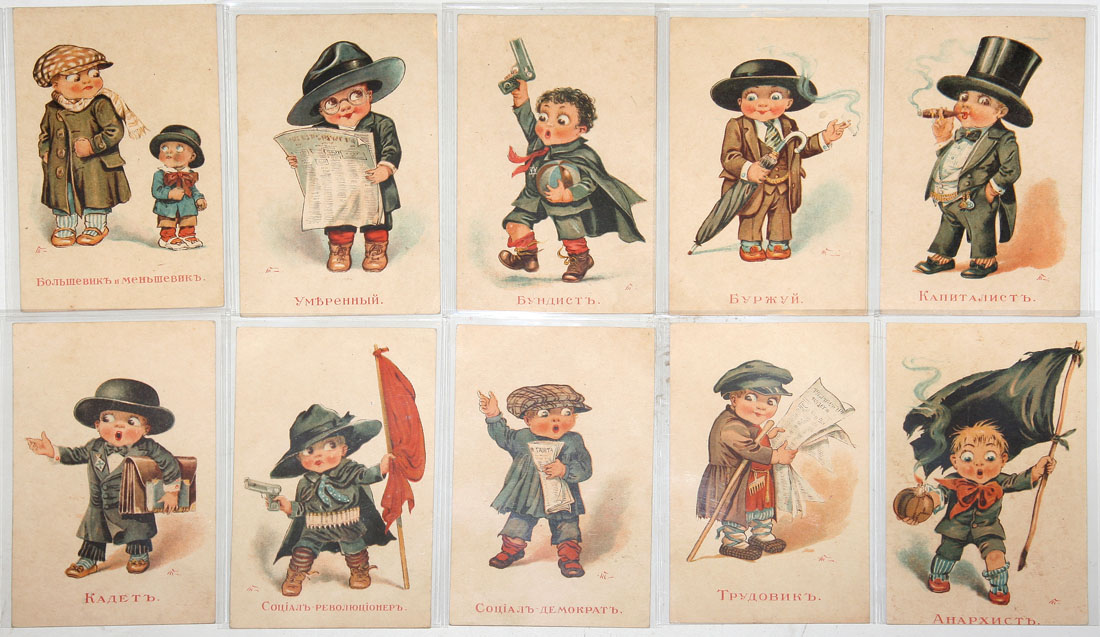
Série des enfants de la politique, 1917.
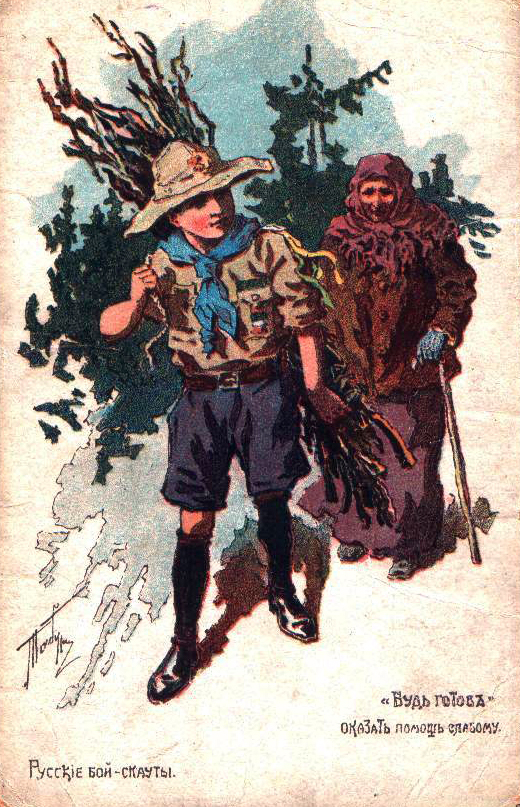
Le scout russe: Toujours prêt à porter secours au faible
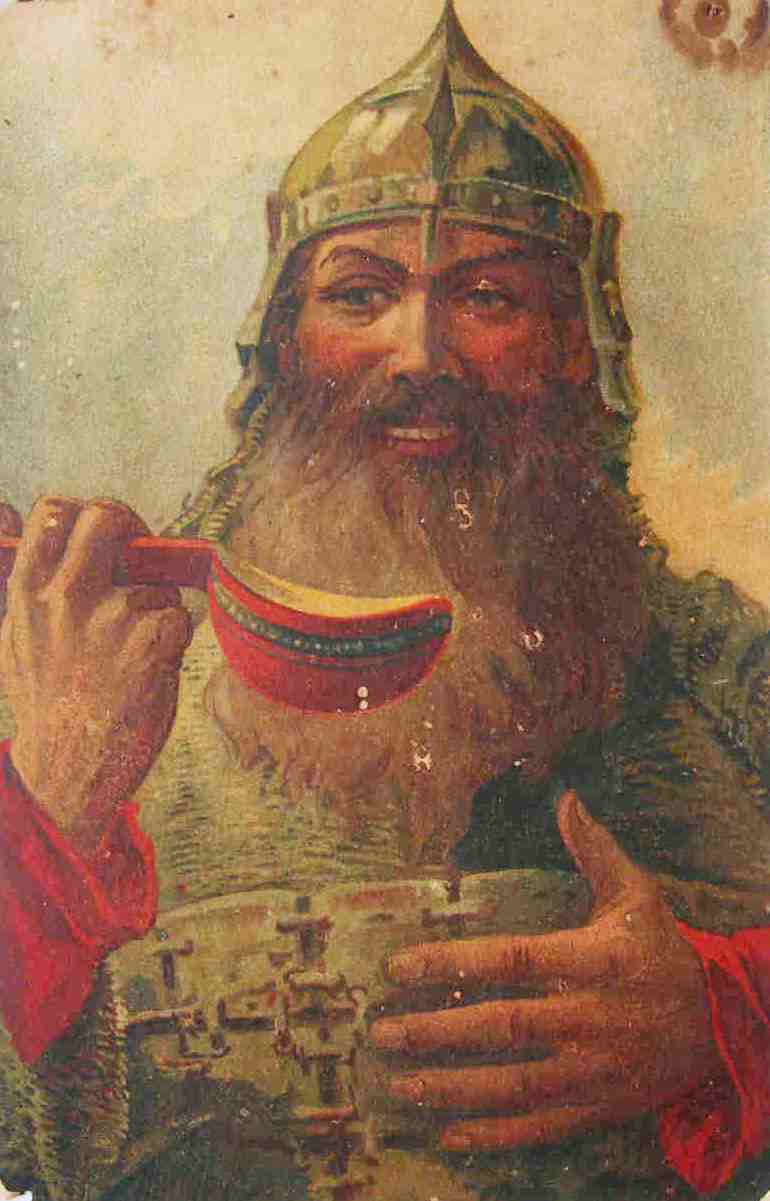
Le Chevalier russe
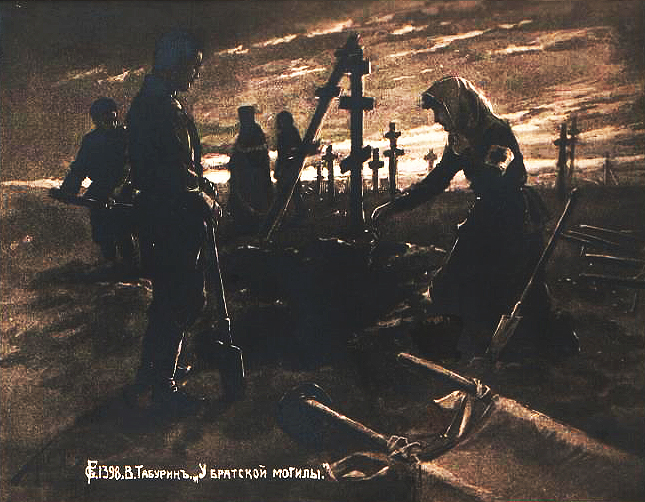
Sur la tombe des soldats tombés au combat, carte postale
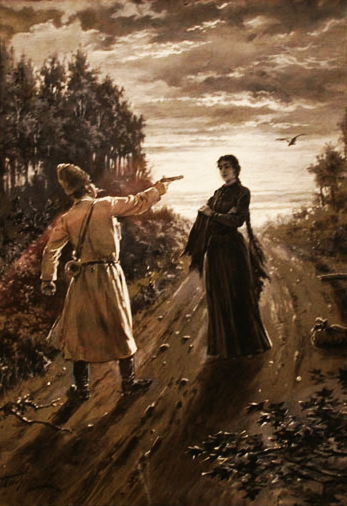
Fierté, aquarelle sur papier et grisaille, 29,2 cm х 20 cm.
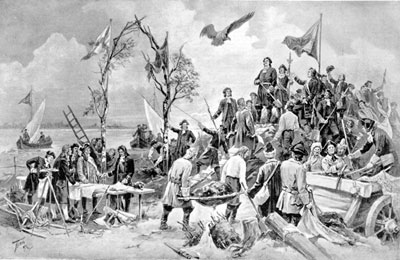
La Fondation de Saint-Pétersbourg, dessin pour le bicentenaire, in Niva, 1903, n° 19
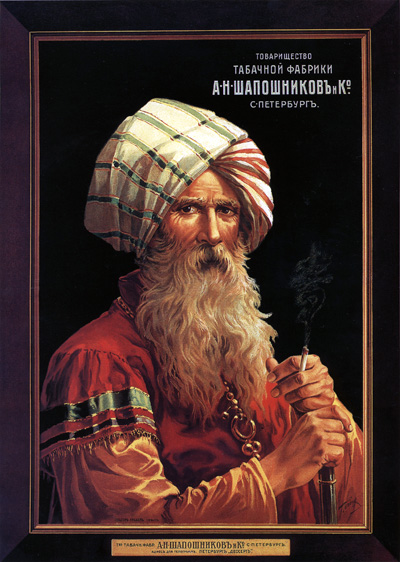
Affiche publicitaire pour les cigarettes de la fabrique Chapochnikov, vers 1900.